# Kirche von Unten (DDR)
Die Kirche von Unten (KvU) war eine oppositionelle evangelische Gruppierung in der DDR.

## Geschichte
Die KvU entstand im Zusammenhang mit dem evangelischen Kirchentag 1987 in Ost-Berlin anlässlich der 750-Jahr-Feier der Stadt. Ihren historischen Ursprung hatte die KvU u. a. in Braunsdorf in Thüringen durch die Jugendseelsorgearbeit des DDR-kritischen Pastors Walter Schilling. Das komplizierte Verhältnis der Evangelischen Kirche in Berlin-Brandenburg zu Basisgruppen in ihren Gemeinden, die der Kirchenleitung unter anderem zu große Staatsnähe vorwarfen, führte im Zusammenhang mit kirchenleitenden Entscheidungen wie der Absage der traditionellen Friedenswerkstatt für 1987 im Vorfeld des Kirchentages um die Jahreswende 1986/87 zur Idee, parallel zum Kirchentag einen „Kirchentag von Unten“ zu veranstalten. Dieser fand vom 24. bis 26. Juni 1987 in den Räumen der Pfingstgemeinde am Kotikowplatz sowie in der benachbarten Galiläa-Gemeinde in der Rigaer Straße statt und hatte mehr als 6000 Besucher. Eröffnet wurde er von Vera Wollenberger und Jugenddiakon Bernd Schröder. Im Mittelpunkt standen gesellschaftliche Themen und es gab Veranstaltungen mit systemkritischen Künstlern wie Stephan Krawczyk, Thomas Krüger, Detlef Opitz und Peter Wawerzinek. Der Friedenskreis Friedrichsfelde, die Initiative Frieden und Menschenrechte, der Arbeitskreis Solidarische Kirche, die Umwelt-Bibliothek und weitere oppositionelle Friedens-, Umwelt- und Menschenrechtsgruppen stellten hier ihre Arbeit vor. Während der Abschlussveranstaltung des offiziellen Kirchentags demonstrieren etwa 300 Teilnehmer des Kirchentags von Unten vor einer begrenzten Öffentlichkeit im Stadion Alte Försterei mit systemkritischen Spruchbändern (z. B. „Glasnost in Staat & Kirche“).
Aufgrund des großen Interesses und um die Kirche zu stärkerem politischen Engagement zu drängen, gründeten die Initiatoren im September 1987 bei einer Werkstatt der Offenen Arbeit die überregionale Basisgruppe „Kirche von Unten“ (KvU), die sich fortan nicht nur als innerkirchliche Opposition zu kirchlichen und theologischen Themen, sondern vor allem zu vielen gesellschaftspolitischen Konflikten äußerte. 1988 erhielt die KvU eigene Räume im Gemeindehaus der Elisabethgemeinde, auch die Zionskirche mit der hier angesiedelten Umwelt-Bibliothek wurde für Aktivitäten genutzt.

## Aktivitäten
Diese Räume wurden bald zu einer der wichtigen Aktivitätszentrale der linken Opposition in der DDR. Sie wurden beispielsweise auch durch der Initiative Schwarze Deutsche in der DDR um Rahman Satti oder Punk-Konzerte genutzt. Unter anderem wurden hier die Ergebnisse der unabhängigen Stimmauszählung bei der Kommunalwahl der DDR 1989 zusammengetragen, ausgewertet und vervielfältigt. Eine eigene Bibliothek wurde aufgebaut und eine Druckmaschine besorgt, auf der im Herbst 1989 die Böhlener Plattform für eine vereinigte Linke vervielfältigt wurde.
Zu den engagiertesten Mitgliedern der KvU gehörten:
- Silke Ahrens[9]
- Wolfgang Ernicke („Speiche“)
- Katharina Harich (ehemalige Managerin von Bettina Wegner)
- Katrin Kadasch
- Fritz Kühn
- Uwe Kulisch
- Silvio Meier
- Herbert Mißlitz
- Dirk Moldt
- Joe Müller
- Reinhard Schult
- Marion Seelig
- Dirk Teschner
- Rolf Walter
- Bodo Wolf
- Dietmar Wolf
- Jörg Zickler

Eine überregionale Vernetzung war seit dem „Kirchentag von Unten“ beabsichtigt und bezog vor allem Gruppen der Offenen Arbeit in Halle, Jena, Saalfeld, Dresden und anderen Städten ein. Die KvU war eine jener Gruppen, die 1989 maßgeblichen Einfluss auf die Friedliche Revolution in der DDR hatten.

## Nach 1992
Die Kirche von Unten existiert noch immer im Rahmen eines (politischen) Sozialprojektes in Berlin-Pankow. Es werden u. a. Konzerte veranstaltet. Außerdem gibt es donnerstags unter dem Namen „Fleischfresserasyl“ eine „Küche für alle“ sowie sonntags ein Frühstück.
Nach der Wende erfolgte 1992 ein Umzug aus dem kirchlichen Umfeld der Elisabethgemeinde in die Arkonahöfe, Kremmener Straße 9–11, am Mauerpark. Nach der Wende wurden die Arkonahöfe von der WBM an die Gesellschaft für Stadtentwicklung (GSE) übergeben, um ein „Zentrum für Soziokultur und Gewerbe“ zu errichten. Zum Ende der 90er Jahre wurde die Immobilie an die jüdischen Alteigentümer rückübertragen und danach mehrfach verkauft. Nach langjährigen gerichtlichen Auseinandersetzungen mit den neuen Eigentümern musste die KvU trotz mehrfacher Protestdemonstrationen ihre Räumlichkeiten in Berlin-Mitte nach 22 Jahren verlassen und zog in ein Bürogebäude eines Gewerbegebiets in der Storkower Straße 119 in Berlin-Prenzlauer Berg.